# Montículo de la Gloria
El Montículo de la Gloria (en bielorruso: Курган Славы) es un complejo memorial que honra a los soldados soviéticos que lucharon durante la Segunda Guerra Mundial, está situado en la provincia de Minsk, a 21 km de la ciudad de Minsk, en Bielorrusia en la carretera o autopista de Moscú. Fue diseñado por O. Stakhovich y esculpida por A. Bembel, se estableció formalmente en 1969 en el 25 aniversario de la liberación de Bielorrusia durante la Operación Bagration (1944).